# Liste des ministres bulgares des Affaires étrangères
Cet article liste les ministres bulgares des Affaires étrangères.

## Titulaires du poste

### Ministre des Affaires étrangères et religieuses

#### Principauté de Bulgarie
| Gouvernement | Ministre                                                  | Parti                          | Début mandat                                     | Fin mandat                                     |
| ------------ | --------------------------------------------------------- | ------------------------------ | ------------------------------------------------ | ---------------------------------------------- |
| 1er          | Marko Balabanov                                           | Parti conservateur             | 17 juillet 1879                                  | 6 décembre 1879                                |
| 2e           | Grigor Nachovich                                          | Parti conservateur             | 6 décembre 1879                                  | 7 avril 1880                                   |
| 3e           | Dragan Tsankov                                            | Parti libéral                  | 7 avril 1880                                     | 10 décembre 1880                               |
| 4e           | Nicolas Stoychev                                          | Parti libéral                  | 10 décembre 1880                                 | 9 mai 1881                                     |
| 5e           | Nicolas Stoychev                                          | Parti conservateur             | 9 mai 1881                                       | 13 juillet 1881                                |
| 6e           | Konstantin Stoilov George Valkovich                       | Parti conservateur             | 13 juillet 1881 11 août 1881                     | 11 août 1881 5 juillet 1882                    |
| 7e           | George Valkovich Konstantin Stoilov Kiriak Tsankov        | Parti conservateur indépendant | 5 juillet 1882 26 janvier 1883 15 mars 1883      | 26 janvier 1883 15 mars 1883 19 septembre 1883 |
| 8e           | Marko Balabanov                                           | Parti libéral progressiste     | 19 septembre 1883                                | 12 janvier 1884                                |
| 9e           | Marko Balabanov                                           | Parti libéral progressiste     | 12 janvier 1884                                  | 11 juillet 1884                                |
| 10e          | Ilija Zanov                                               | Parti libéral                  | 11 juillet 1884                                  | 21 août 1886                                   |
| 11e          | Hristo Stoyanov                                           | indépendant                    | 21 août 1886                                     | 24 août 1886                                   |
| 12e          | Konstantin Stoilov                                        | Parti conservateur             | 24 août 1886                                     | 28 août 1886                                   |
| 13e          | Grigor Nachovich                                          | Parti conservateur             | 28 août 1886                                     | 10 juillet 1887                                |
| 14e          | Grigor Nachovich                                          | Parti conservateur             | 10 juillet 1887                                  | 1er septembre 1887                             |
| 15e          | George Stransky Stefan Stambolov Dimitar Panayotov Grekov | Parti libéral populaire        | 1er septembre 1887 16 juin 1890 14 novembre 1890 | 16 juin 1890 14 novembre 1890 31 mai 1894      |
| 16e          | Grigor Nachovich                                          | Parti populaire                | 31 mai 1894                                      | 21 décembre 1894                               |
| 17e          | Grigor Nachovich Konstantin Stoilov                       | Parti populaire                | 21 décembre 1894 22 février 1896                 | 22 février 1896 30 janvier 1899                |
| 18e          | Dimitar Grekov                                            | Parti libéral populaire        | 30 janvier 1899                                  | 13 octobre 1899                                |
| 19e          | Todor Ivanchov                                            | Parti libéral radoslaviste     | 13 octobre 1899                                  | 10 décembre 1900                               |
| 20e          | Dimitar Tonchev                                           | Parti libéral radoslaviste     | 10 décembre 1900                                 | 21 janvier 1901                                |
| 21e          | Racho Petrov                                              | indépendant                    | 21 janvier 1901                                  | 4 mars 1901                                    |
| 22e          | Stoyan Danev                                              | Parti progressiste libéral     | 4 mars 1901                                      | 3 janvier 1902                                 |
| 23e          | Stoyan Danev                                              | Parti progressiste libéral     | 3 janvier 1902                                   | 15 novembre 1902                               |
| 24e          | Stoyan Danev                                              | Parti progressiste libéral     | 15 novembre 1902                                 | 31 mars 1903                                   |
| 25e          | Stoyan Danev                                              | Parti progressiste libéral     | 31 mars 1903                                     | 18 mai 1903                                    |
| 26e          | Racho Petrov                                              | Parti libéral populaire        | 18 mai 1903                                      | 4 novembre 1906                                |
| 27e          | Dimitar Stanchov                                          | indépendant                    | 4 novembre 1906                                  | 11 mars 1907                                   |
| 28e          | Dimitar Stanchov                                          | indépendant                    | 11 mars 1907                                     | 16 mars 1907                                   |
| 29e          | Dimitar Stanchov                                          | indépendant                    | 16 mars 1907                                     | 29 janvier 1908                                |
| 30e          | Stefan Paprikov                                           | Parti démocrate                | 29 janvier 1908                                  | 18 septembre 1910                              |

#### Royaume de Bulgarie
| Gouvernement | Ministre                                | Parti                                              | Début mandat                     | Fin mandat                      |
| ------------ | --------------------------------------- | -------------------------------------------------- | -------------------------------- | ------------------------------- |
| 31e          | Alexandre Malinov                       | Parti démocrate                                    | 18 septembre 1910                | 29 mars 1911                    |
| 32e          | Ivan Evstratiev Guechov                 | Parti populaire                                    | 29 mars 1911                     | 14 juin 1913                    |
| 33e          | Stoyan Danev                            | Parti progressiste libéral                         | 14 juin 1913                     | 17 juillet 1913                 |
| 34e          | Nicolas Guenadiev Vassil Radoslavov     | Parti libéral populaire Parti libéral radoslaviste | 17 juillet 1913 30 décembre 1913 | 30 décembre 1913 5 janvier 1914 |
| 35e          | Vassil Radoslavov                       | Parti libéral radoslaviste                         | 5 janvier 1914                   | 21 juin 1918                    |
| 36e          | Alexandre Malinov                       | Parti démocrate                                    | 21 juin 1918                     | 17 octobre 1918                 |
| 37e          | Teodor Todorov                          | Parti populaire                                    | 17 octobre 1918                  | 28 novembre 1918                |
| 38e          | Teodor Todorov                          | Parti populaire                                    | 28 novembre 1918                 | 7 mai 1919                      |
| 39e          | Teodor Todorov                          | Parti populaire                                    | 7 mai 1919                       | 6 octobre 1919                  |
| 40e          | Michael Madjarov Alexandre Stamboliyski | Parti populaire UNAB                               | 6 octobre 1919 16 avril 1920     | 16 avril 1920 9 juin 1923       |
| 41e          | Alexandre Tsankov Hristo Kalfov         | Alliance nationale                                 | 9 juin 1923 10 juin 1923         | 10 juin 1923 22 septembre 1923  |
| 42e          | Hristo Kalfov                           | Alliance démocratique                              | 22 septembre 1923                | 4 janvier 1926                  |
| 43e          | Atanas Bourov                           | Alliance démocratique                              | 4 janvier 1926                   | 12 septembre 1928               |
| 44e          | Atanas Bourov                           | Alliance démocratique                              | 12 septembre 1928                | 15 mai 1930                     |
| 45e          | Atanas Bourov                           | Alliance démocratique                              | 15 mai 1930                      | 29 juin 1931                    |
| 46e          | Alexandre Malinov                       | Parti démocrate                                    | 29 juin 1931                     | 29 octobre 1931                 |
| 47e          | Nicolas Mushanov                        | Parti démocrate                                    | 29 octobre 1931                  | 7 septembre 1932                |
| 48e          | Nicolas Mushanov                        | Parti démocrate                                    | 7 septembre 1932                 | 31 décembre 1932                |
| 49e          | Nicolas Mushanov                        | Parti démocrate                                    | 31 décembre 1932                 | 19 mai 1934                     |
| 50e          | Kimon Georgiev Constantine Batolov      | Zveno indépendant                                  | 19 mai 1934 23 mai 1934          | 23 mai 1934 22 janvier 1935     |
| 51e          | Constantine Batolov                     | indépendant                                        | 22 janvier 1935                  | 21 avril 1935                   |
| 52e          | Gueorgui Kiosseivanov                   | indépendant                                        | 21 avril 1935                    | 23 novembre 1935                |
| 53e          | Gueorgui Kiosseivanov                   | indépendant                                        | 23 novembre 1935                 | 4 juillet 1936                  |
| 54e          | Gueorgui Kiosseivanov                   | indépendant                                        | 4 juillet 1936                   | 14 novembre 1938                |
| 55e          | Gueorgui Kiosseivanov                   | indépendant                                        | 14 novembre 1938                 | 23 octobre 1939                 |
| 56e          | Gueorgui Kiosseivanov                   | indépendant                                        | 23 octobre 1939                  | 15 février 1940                 |
| 57e          | Ivan Popov                              | indépendant                                        | 15 février 1940                  | 11 avril 1942                   |
| 58e          | Bogdan Filov                            | indépendant                                        | 11 avril 1942                    | 14 novembre 1943                |
| 59e          | Sava Kirov Dimitar Shishmanov           | indépendant                                        | 14 novembre 1943 14 octobre 1943 | 14 octobre 1943 1er juin 1944   |
| 60e          | Ivan Bagryanov Parvan Draganov          | indépendant                                        | 1er juin 1944 12 juin 1944       | 12 juin 1944 2 septembre 1944   |
| 61e          | Constantine Mouraviev                   | UAPB « vrabcha 1 »                                 | 2 septembre 1944                 | 9 septembre 1944                |
| 62e          | Petko Staynov                           |                                                    | 9 septembre 1944                 | 31 mars 1946                    |
| 63e          | George Kulishev                         | indépendant                                        | 31 mars 1946                     | 22 novembre 1946                |
| 64e          | Kimon Georgiev                          | Zveno                                              | 22 novembre 1946                 | 11 décembre 1947                |

### Ministres des Affaires étrangères

#### République populaire de Bulgarie
| Gouvernement | Ministre                         | Parti | Début mandat                    | Fin mandat                    |
| ------------ | -------------------------------- | ----- | ------------------------------- | ----------------------------- |
| 65e          | Vasil Kolarov Vladimir Poptomov  | PCB   | 11 décembre 1947 6 août 1949    | 6 août 1949 20 janvier 1950   |
| 66e          | Vladimir Poptomov Mincho Neychev | PCB   | 20 janvier 1950 27 mai 1950     | 27 mai 1950 20 janvier 1954   |
| 67e          | Mincho Neychev Carlo Lukanov     | PCB   | 20 janvier 1954 11 août 1956    | 11 août 1956 15 janvier 1958  |
| 68e          | Carlo Lukanov                    | PCB   | 15 janvier 1958                 | 17 mars 1962                  |
| 69e          | Carlo Lukanov                    | PCB   | 17 mars 1962                    | 27 novembre 1962              |
| 70e          | Ivan Bashev                      | PCB   | 27 novembre 1962                | 12 mars 1966                  |
| 71e          | Ivan Bashev                      | PCB   | 12 mars 1966                    | 9 juillet 1971                |
| 72e          | Ivan Bashev Petar Mladenov       | PCB   | 9 juillet 1971 13 décembre 1971 | 13 décembre 1971 17 juin 1976 |
| 73e          | Petar Mladenov                   | PCB   | 17 juin 1976                    | 18 juin 1981                  |
| 74e          | Petar Mladenov                   | PCB   | 18 juin 1981                    | 19 juin 1986                  |
| 75e          | Petar Mladenov                   | PCB   | 19 juin 1986                    | 17 novembre 1989              |

#### République de Bulgarie
| Gouvernement | Ministre                         | Parti                                              | Début mandat                     | Fin mandat                       |
| ------------ | -------------------------------- | -------------------------------------------------- | -------------------------------- | -------------------------------- |
| 75e          | Boyko Dimitrov                   | PCB                                                | 17 novembre 1989                 | 8 février 1990                   |
| 76e          | Boyko Dimitrov                   | Parti socialiste                                   | 8 février 1990                   | 22 septembre 1990                |
| 77e          | Luben Gotsev                     | Parti socialiste                                   | 22 septembre 1990                | 20 décembre 1990                 |
| 78e          | Victor Valkov                    | Union nationale agraire bulgare                    | 20 décembre 1990                 | 8 novembre 1991                  |
| 79e          | Stoyan Ganev                     | Union des forces démocratiques                     | 8 novembre 1991                  | 30 décembre 1992                 |
| 80e          | Luben Berov Stanislav Daskalov   | Indépendant                                        | 30 décembre 1992 23 juin 1993    | 23 juin 1993 17 octobre 1994     |
| 81e          | Ivan Stancioff                   | Indépendant                                        | 17 octobre 1994                  | 26 janvier 1995                  |
| 82e          | Georgi Pirinski Irina Bokova     | Parti socialiste                                   | 26 janvier 1995 13 novembre 1996 | 13 novembre 1996 12 février 1997 |
| 83e          | Stoyan Stalev                    | Indépendant                                        | 12 février 1997                  | 21 mai 1997                      |
| 84e          | Nadezhda Mihailova               | Union des forces démocratiques                     | 21 mai 1997                      | 24 juillet 2001                  |
| 85e          | Solomon Passi                    | Mouvement national pour la stabilité et le progrès | 24 juillet 2001                  | 17 août 2005                     |
| 86e          | Ivaïlo Kalfin                    | Parti socialiste                                   | 17 août 2005                     | 27 juillet 2009                  |
| 87e          | Roumiana Jeleva Nikolaï Mladenov | GERB                                               | 27 juillet 2009 27 janvier 2010  | 27 janvier 2010 12 mars 2013     |
| 88e          | Marin Raïkov                     | Indépendant                                        | 12 mars 2013                     | 29 mai 2013                      |
| 89e          | Kristian Viguenin                | Parti socialiste                                   | 12 mars 2013                     | 6 août 2014                      |
| 90e          | Daniel Mitov                     | Indépendant                                        | 6 août 2014                      | 7 novembre 2014                  |
| 91e          | Daniel Mitov                     | Bloc réformateur                                   | 7 novembre 2014                  | 27 janvier 2017                  |
| 92e          | Radi Naydenov                    | Indépendant                                        | 27 janvier 2017                  | 4 mai 2017                       |
| 93e          | Ekaterina Zakharieva             | Indépendante                                       | 4 mai 2017                       | 12 mai 2021                      |
| 94e 95e      | Svetlan Stoev                    | Indépendant                                        | 12 mai 2021                      | 12 décembre 2021                 |
| 96e          | Teodora Genchovska               | Il y a un tel peuple                               | 21 décembre 2021                 | 2 août 2022                      |
| 97e - 98e    | Nikolaï Milkov                   | Indépendant                                        | 2 août 2022                      | 3 mai 2023                       |
| 98e          | Ivan Kondov                      | Indépendant                                        | 3 mai 2023                       | 6 juin 2023                      |
| 99e          | Mariya Gabriel                   | GERB                                               | 6 juin 2023                      | 9 avril 2024                     |
| 100e         | Stefan Dimitrov                  | Indépendant                                        | 9 avril 2024                     | 22 avril 2024                    |
| 101e         | Dimitar Glavtchev                | Indépendant                                        | 22 avril 2024                    | 27 août 2024                     |
| 102e         | Ivan Kondov                      | Indépendant                                        | 27 août 2024                     | 16 janvier 2025                  |
| 103e         | Georg Georgiev                   | GERB                                               | 16 janvier 2025                  | en cours                         |

## Sources
- (en) Cet article est partiellement ou en totalité issu de l’article de Wikipédia en anglais intitulé « Ministry of Foreign Affairs (Bulgaria) » (voir la liste des auteurs).

- (bg) Cet article est partiellement ou en totalité issu de l’article de Wikipédia en bulgare intitulé « Министерство на външните работи » (voir la liste des auteurs).